# Jean Carrière
Jean Carrière (Nîmes , 6 de Agosto de 1928 –  Domessargues perto de Nîmes, 7–8 de Maio de 2005)  foi um escritor francês.

## Biografia
Natural de Cape Corsine pelo lado maternal, Andree Paoli, foi secretário de Jean Giono (sobre quem escreveu um ensaio) em Manosque, crítico musical em Paris, colunista literário na ORTF. Iniciou a sua carreira de escritor com o romance Retour à Uzès em 1967, (Prémio da Academia Francesa). Publicou vinte livros, principalmente romances.
Vencedor do Prémio Goncourt em 1972 com O Gavião Louco (no original L'Épervier de Maheux), publicado por Jean-Jacques Pauvert, que foi um sucesso (2 milhões de cópias, traduzido em 14 línguas). O seu pai morreu esmagado por um condutor bêbado, o que lhe originou uma depressão após um divórcio. 
Era apaixonado por música (o seu pai era maestro e a sua avó materna,  Toussaint Paoli, tinha uma loja de violinos em Nîmes) e por filmes (conheceu a actriz Sigourney Weaver a quem dedicou um livro); preparou um novo romance e livro sobre Maurice Ravel.
Após o enorme sucesso do seu trabalho Épervier, manteve-se afastado dos salões literários de Paris e dos meios de comunicação, que o tinham classificado como um escritor regionalista. 
Após uma longa permanência na sua casa de campo em Saint-Sauveur-Camprieu perto de Mont Aigoual, viveu vinte anos numa casa perto das vinhas Domessargues, onde decorreu o seu funeral a 11 de Maio de 2005.

## Obras
- Retour à Uzès, La Jeune Parque, 1967.
- O Gavião Louco - no original L'Épervier de Maheux, La Presse, 1972,
- La Caverne des pestiférés, Paris, Pauvert, 1978–1979, 2 vol.
- Le Nez dans l'herbe, Paris, La Table ronde, 1981.
- Jean Giono, Paris, La Manufacture, 1985. reprint 1991
- Les Années sauvages, Paris, Laffont/Pauvert, 1986
- Julien Gracq, Paris, La Manufacture, 1986.
- Le Prix d'un Goncourt, Paris, Laffont/Pauvert, 1987 (published as "Les Cendres de la gloire" aux Editions France Loisirs)
- L'Indifférence des étoiles, Paris, Laffont/Pauvert, 1994. reprint Pocket, 1996,
- Sigourney Weaver, portrait and accomplished itinerary, Paris, La Martinière, 1994.
- Achigan, Paris, Laffont, 1995. reprint Pocket, 1998
- L'Empire des songes, Paris, Laffont, 1997
- Un jardin pour l'éternel, Paris, Laffont, 1999.
- Le Fer dans la plaie, Paris, Laffont, 2000.
- Feuilles d'or sur un torrent, Paris, Laffont, 2001.
- Passions futiles, Paris, La Martinière, 2004.